# Matrix (franquia)
The Matrix é uma franquia de ficção científica criada pelas irmãs Wachowski e distribuída pela Warner Bros. Pictures. A série começou com o filme Matrix (1999) e foi continuada com Matrix Reloaded (2003), The Matrix Revolutions (2003) e The Matrix Resurrections (2021). Os personagens e cenários dos filmes são mais explorados em outros meios estabelecidos no mesmo universo ficcional, incluindo animação, histórias em quadrinhos e videogames.
A série apresenta uma história ciberpunk distópico integrando referências a inúmeras idéias filosóficas e religiosas. Outras influências incluem mitologia, animes e filmes de ação de Hong Kong.
| Filme                    | Data de lançamento     | Diretor(es)      | Roteirista(s)                                     | Produtor(es)                | Status  |
| ------------------------ | ---------------------- | ---------------- | ------------------------------------------------- | --------------------------- | ------- |
| Matrix                   | 31 de março de 1999    | Irmãs Wachowskis | Irmãs Wachowskis                                  | Joel Silver                 | Lançado |
| Matrix Reloaded          | 15 de maio de 2003     | Irmãs Wachowskis | Irmãs Wachowskis                                  | Joel Silver                 | Lançado |
| The Matrix Revolutions   | 5 de novembro de 2003  | Irmãs Wachowskis | Irmãs Wachowskis                                  | Joel Silver                 | Lançado |
| The Matrix Resurrections | 22 de dezembro de 2021 | Lana Wachowski   | Lana Wachowski, Aleksandar Hemon e David Mitchell | Lana Wachowski e Grant Hill | Lançado |

## Jogos eletrônicos
Enter the Matrix (2003) e The Matrix Online (2005).

Dois dos jogos eletrônicos de Matrix, supervisionados pelas Wachowskis, fazem parte da cronologia oficial: Enter the Matrix, focado principalmente nas personagens Niobe e Ghost. Também escrito pelas Wachowskis, Enter the Matrix conecta a história do curta Final Flight of the Osiris com os acontecimentos de Reloaded, enquanto The Matrix Online é uma sequela direta de Revolutions.